# Non mi va (Colla Zio)
Non mi va è un singolo del gruppo musicale italiano Colla Zio, pubblicato l'8 febbraio 2023 come quinto estratto dal loro primo album in studio Rockabilly Carter.
Il brano è stato presentato durante la prima serata del Festival di Sanremo 2023.

## Video musicale
Il video musicale, diretto da Nicoló Bassetto, è stato reso disponibile in concomitanza con il lancio del singolo attraverso il canale YouTube del gruppo.

## Tracce
Testi e musiche di Andrea Arminio, Andrea Malatesta, Francesco Lamperti, Tommaso Bernasconi e Tommaso Manzoni.
1. Non mi va – 2:26

## Classifiche
| Classifica (2023) | Posizione massima |
| ----------------- | ----------------- |
| Italia            | 25                |